# 尾澤修治
尾澤 修治（おざわ しゅうじ、1907年 - 1997年）は、日本の銀行家、公認会計士、税理士、不動産鑑定士。姓の「澤」は「沢」の旧字体のため、新字体で尾沢 修治（おざわ しゅうじ）と表記されることもある。
株式会社住友銀行東京支店次長、尾澤会計事務所所長（初代）、監査法人朝日会計社理事長（初代）、日本公認会計士協会会長などを歴任した。

## 概要
三井住友銀行の前身である住友銀行に勤務していたが、病気により退職することになった。その後、公認会計士を目指し、やがて65歳にして監査法人朝日会計社を創設した。初代理事長として、同法人を大手会計事務所の一角に食い込むほどに育て上げ、のちの有限責任あずさ監査法人の礎を築いた。そのほか、日本公認会計士協会で会長に就任するなど、さまざまな公職を歴任した。

## 来歴

### 銀行家として
1907年（明治40年）長野県諏訪郡平野村（現在の長野県岡谷市）に生まれ、長野県立諏訪中学校（現・長野県諏訪清陵高等学校）、東京商科大学（現・一橋大学）を卒業して、住友銀行に入社した。行内では「経営相談室」を新設し、顧客の経営上の課題についてともに解決を図るなど、今でいう経営コンサルティング業務にも力を入れていた。住友銀行においては、東京支店の次長まで昇進した。しかし、病魔に侵され、やむを得ず退職することになった。

### 公認会計士として
住友銀行退職後、今までの経験を生かせる仕事として会計や税務に着目し、一念発起して公認会計士を目指すことにした。1952年（昭和27年）10月、公認会計士登録。それに伴い、尾澤会計事務所を開設し、所長に就任した。1959年（昭和34年）12月、税理士登録。それに伴い、税理士としての業務を開始した。
1969年（昭和44年）7月、65歳にして監査法人朝日会計社を起ち上げ、代表社員に名を連ね、初代理事長に就任した。住友銀行での前歴を生かし、白水会加盟社など住友グループに属する企業に狙いを定め、積極的に顧客獲得に動いた。その結果、住友銀行、住友商事、住友金属鉱山、住友化学など、多数の大手企業をクライアントに抱えることになり、瞬く間に大手会計事務所の一角を占めるに至った。その結果、監査法人朝日会計社は「住友監査法人」と揶揄されるほどであった。また、日本国外の業務については、当時「ビッグ8」と呼ばれていた世界八大会計事務所の一角を占めるアーサー・ヤングと提携することにした。後年、監査法人朝日会計社は他の会計事務所との合併を繰り返して有限責任あずさ監査法人となり、「ビッグ4」と呼ばれる世界四大会計事務所の一つであるKPMGのメンバーファームとなった。
また、さまざまな公職も歴任した。認可法人の一つである日本公認会計士協会においては、1976年（昭和51年）に会長に就任することになり、1979年（昭和54年）に至るまで務めた。その後、1997年（平成8年）に亡くなった。

## 人物
監査法人朝日会計社を育て上げた手腕は高く評価され、「カリスマ性を持った代表社員」と謳われており、その影響力は極めて大きかった。たとえば、監査法人朝日会計社の流れをくむあずさ監査法人では、歴代理事長のほとんどが、監査法人朝日会計社時代に尾澤のセクションに属していた元部下である。一例として、あずさ監査法人の初代理事長を務めた岩本繁は、公認会計士になる前から尾澤会計事務所のスタッフとして勤務しており、のちに尾澤に従い監査法人朝日会計社に入社した人物である。
なお、尾澤会計事務所のスタッフの中には、公認会計士としてだけではなく実業家として活躍する者も多い。あずさ監査法人理事長を経て三井住友フィナンシャルグループ取締役となった岩本繁をはじめ、ソディック監査役となった大木國男、日本振興銀行取締役を経てスクウェア・エニックス・ホールディングス監査役となった富山正次、などはいずれも尾澤会計事務所のスタッフだった経験を持つ。

## 略歴
- 1907年 - 長野県岡谷市にて誕生。
- 1950年 - 1964年 日本信用調査株式会社常務取締役。
- 1952年 - 公認会計士登録[5]、尾澤会計事務所を開設[5]・所長となる。
- 1959年 - 税理士登録[5]。
- 1969年 - 監査法人朝日会計社の設立に参画[2]。
- 1969年 - 監査法人朝日会計社理事長[5]（日本公認会計士協会会長就任まで）。
- 1976年 - 日本公認会計士協会会長[4]。

## 著作

### 単著
- 尾沢修治著『基本会社分析』春秋社、1956年。

### 共著
- 古川栄一など著『現代経営分析』春秋社、1953年。
- 尾沢修治著、日本信用調査編集部編『会社経営分析』日本信用調査、1953年。

### 寄稿、分担執筆、等
- 尾沢修治稿「取引先の選択と信用分析の着眼点」『税経通信』9巻13号、税務経理協会、1954年、157-163頁。
- 尾沢修治稿「自己金融を中心とする財務分析」『産業經理』17巻10号、産業經理協會、1957年10月、136-144頁。ISSN 02874288
- 尾沢修治稿「経営分析――財務分析」『企業会計』9巻14号、中央経済社、1957年12月、2390-2395頁。ISSN 03864448
- 尾沢修治稿「財務諸表の様式、区分、その他の記載方法――財務諸表の分析に関連して」『企業会計』13巻4号、中央経済社、1961年4月、546-554頁。ISSN 03864448
- 尾沢修治稿「監査意見の見方と財務諸表の観察方法」『企業会計』13巻7号、中央経済社、1961年6月、899-907頁。ISSN 03864448
- 尾沢修治稿「新設工場の稼動に伴う所要運転資金額の推定と調達方法」『企業会計』14巻5号、中央経済社、1962年5月、814-809頁。ISSN 03864448
- 尾沢修治稿「経理工作と監査」『産業經理』23巻3号、産業經理協會、1963年3月、46-50,61-66,67-71頁。ISSN 02874288
- 尾沢修治稿「企業倒産と監査報告書――更生会社の教えるもの」『産業經理』25巻10号、産業經理協會、1965年10月、68-75頁。ISSN 02874288
- 尾沢修治稿「投資分析の問題点――与えられた資料と分析の限界」『企業会計』20巻2号、中央経済社、1968年2月、34-40頁。ISSN 03864448
- 尾沢修治稿「監査制度の改正と公認会計士監査」『産業経理』30巻5号、産業経理協会、1970年5月、68-73頁。ISSN 02874288
- 尾沢修治稿「企業会計制度と公認会計士制度の発展に関する展望と検討」『産業経理』37巻1号、産業経理協会、1977年1月、8-14頁。
- 尾沢修治稿「会計制度の国際的変革に関心を」『企業会計』30巻7号、中央経済社、1978年6月、915頁。ISSN 03864448
- 尾沢修治稿「次の革新と進歩のために」『企業会計』30巻12号、中央経済社、1978年11月、1692頁。ISSN 03864448
- 尾沢修治稿「公認会計士監査の独立性の堅持」『旬刊商事法務』825号、商事法務研究会、1979年1月15日、40-42頁。ISSN 02891107

### 註釈
1. ↑  株式会社住友銀行は、のちに株式会社三井住友銀行の源流の一つとなった。
2. ↑  監査法人朝日会計社は、のちに有限責任あずさ監査法人の源流の一つとなった。
3. ↑  Arthur Young & Companyは、のちにErnst & Young Global Limitedの源流の一つとなった。
4. ↑  あずさ監査法人は、のちに有限責任あずさ監査法人の源流の一つとなった。

## 関連人物
- 岩本繁
- 古川栄一